# Krüzselyi Bálint
Krüzselyi Bálint (viski) (Visk, 1844. március 6. – Máramarossziget, 1900. április 28.) ügyvéd, író, jogtudós, jogakadémiai tanár, Krüzselyi Erzsébet költőnő apja.

## Élete
Krüzsely Simon és Igyártó Eszter birtokos szülők fia. A gimnáziumot Máramarosszigeten, a jogot ugyanott és Sárospatakon végezte. Az államvizsgáját Kassán tette le. 1868-ban a szülővárosába ment jegyzőnek. 1869-70-ben nevelő volt Pesten Várady Gábor házánál és letette az ügyvédi vizsgát. 1871-ben Eötvös József vallás- és közoktatási miniszter külföldi tanulmányútra küldte; április 10-étől beutazta Svájcot, Felső-Olaszországot, Német- és Bajorország egy részét. A zürichi politechnikumnak félévig hallgatója volt. Innét hívták meg 1872-ben Máramarosszigetre jogtanárnak, hol ügyvédséget is folytatott. 1876-ban Felsővisón negyed évig aljárásbiró volt; azután ismét a tanári pályára ment vissza. 1877-ben megválasztották a sárospataki jogakadémiára tanárnak és 12 évi itteni működése után 1890 őszén egészségi állapotának javítása végett visszaköltözött Máramarosszigetre, hol társadalmi téren is jelentékenyen működött; 1896-ban képviselőjelölt is volt, de kisebbségben maradt.

## Munkái
1. A polgári jogok és kötelességek. (Alkotmánytan.) Sárospatak, 1881.
2. Mire visz a pálinka? Sárospatak, 1883.
3. A savókura. (Máramarosi néprajz.) Sátoraljaújhely, 1888. (A Zemplén megyei orvos-gyógyszerészegyesület ismeretterjesztő estélyein tartott népszerű előadások gyűjteménye II.)
4. Földi mennyország. Budapest, 1896. (Koszorú, a magyar protestáns irodalmi társaság népies kiadványai XIX.)
Népszinművét - A ki másnak vermet ás - 1899-ben adták elő Huszton (Máramaros vármegye)
Szerkesztette a Gazdasági Figyelmezőt 1872 és 1874 között továbbá a Máramaros című politikai lapot 1874 és 1877 valamint 1897–1899 között.
Költeményeket, rajzokat, tárcacikkeket és értekezéseket írt Viski Bálint név alatt 1866-tól a Máramarosba (külföldi útjáról írt levelei is itt jelentek meg), a Regény-Világba… (1898. költem.); a máramaros-szigeti ev. ref. gimnázium Értesítőjébe (1875. Horkai Antal emlékezete.).

## Neve, írói álnevei
Krüzselyi Bálint eredeti neve Krüzsely Bálint volt. A családi legendárium szerint - mint elkötelezett nemzeti liberális - ragasztotta nevéhez az i betűt, ezzel is jelezve, hogy nem tart igényt nemesi előjogokra. Közvetlen leszármazottai és néhány oldalági rokona azóta is így használja a nevet.
Álnevei és jegyei: Kaszás Balázs, Sós perecz, Karcos Miska, Viski, Valentinus Christianus, Boronás Bálint, V. B., V. K. B., Δ., ***, X sat. (1866-1884-ig).

## Külső hivatkozások
- https://web.archive.org/web/20050219023833/http://users.commspeed.net/rmccomb/hdex.html